# Iva Šepa
Iva Šepa (serbisch-kyrillisch Ива Шепа; * 2004) ist eine serbische Tennisspielerin.

## Karriere
Šepa spielte bis 2021 ausnahmslos Turniere der ITF Juniors World Tennis Tour.
Im Mai 2021 erhielt sie eine Wildcard für die Qualifikation der Serbia Ladies Open, einem Turnier der WTA Tour. Sie unterlag in ihrem ersten Match Kamilla Rachimowa in zwei Sätzen mit 0:6 und 3:6.